# 金珠寶螺
金珠寶螺（学名：Cypraea globulus）为寶螺科寶螺屬下的一个种。